# Brava Gente (1996)
Brava Gente foi uma série de televisão produzida pelo SBT, exibida às sextas-feiras de 11 de outubro de 1996 a 3 de janeiro de 1997.
Criada por Marcos Caruso e Jandira Martini, com roteiros de Marcos Caruso e direção de Roberto Talma.
- Não confundir com Brava Gente (2000) exibida pela TV Globo nos anos 2000.

## Sinopse
As aventuras de uma família paulistana de classe média baixa, os Messinari, moradora do Bixiga, em São Paulo.
Pascoal é um descendente de italianos que vive com a mulher, Augusta, uma cabeleireira e manicure, e a filha Tati, uma estudante de sociologia que detesta viver na pobreza. No bairro também vive Dona Esperança, avó de Pascoal, que sabe tudo sobre todos. E ainda Bira, engenheiro desempregado que tem uma oficina de pequenos consertos, cujo maior sonho é ser cantor de ópera, e sua esposa, Milena, apaixonada por Bira, por quem faz tudo.

## Elenco
| Ator                  | Personagem                 |
| --------------------- | -------------------------- |
| Marcos Caruso         | Pascoal Messinari          |
| Jandira Martini       | Augusta Messinari          |
| Flávia Monteiro       | Tatiana Messinari (Tati)   |
| Osmar Prado           | Ubirajara Ferraiolo (Bira) |
| Cristina Pereira      | Milena Ferraiolo           |
| Mírian Muniz          | Esperança Messinari        |
| Participação Especial |                            |
| Maria Alice Vergueiro | Elisinha                   |
| Renato Consorte       | Nino                       |

## Curiosidades
- Inspirada na bem sucedida peça Porca Miséria, de Marcos Caruso, era a resposta do SBT ao sucesso do Sai de Baixo na TV Globo.

- Era a segunda vez que os atores Marcos Caruso e Jandira Martini repetiam a dobradinha de marido e mulher, em razão do sucesso de seus personagens Virgulino e Dona Genu, em Éramos Seis. Eles ainda repetiriam pela terceira vez a dobradinha em um episódio do seriado Teleteatro, exibido em 1998 pelo SBT.

- A princípio, a série chegou a ser divulgada com o título Meu Cunhado e seria uma versão brasileira de Ecila Pedroso da série Mi Cuñado, produção argentina. Chegou a ser filmado um piloto para esta primeira versão, no qual o enredo e elenco eram diferentes do que realmente foi ao ar. Mas a emissora não deve ter aprovado o resultado final, pois uma nova versão foi feita mudando o título para Brava Gente. A série Meu Cunhado finalmente estrearia em 2004.

- Devido a seu baixo resultado, foi retirada da grade da emissora juntamente com outros 20 programas. Alguns episódios nem chegaram a ir ao ar.

- Logicamente, nada tem a ver com o Brava Gente, em que a Globo apresenta adaptações de textos.